# Format 3D Manufacturing
El format 3D Manufacturing (amb acrònim anglès 3MF) és un format de dades basat en XML dissenyat específicament per a la fabricació additiva. Inclou informació sobre materials, colors i altra informació que no es pot representar en format STL. 3MF no està pensat per competir en l'espai CAD tradicional que està representat per formats neutres.
Actualment, empreses relacionades amb el programari CAD com Autodesk, Dassault Systèmes, PTC i Netfabb formen part del Consorci 3MF. Altres empreses del consorci 3MF són Microsoft (per al suport de sistemes operatius i modelatge 3D), SLM i HP, mentre que Shapeways també s'inclouen per donar una visió del fons d'impressió 3D. Altres actors clau en el negoci de la impressió 3D i la fabricació additiva, com Materialize, 3D Systems, Siemens Digital Industries Software i Stratasys s'han unit recentment al consorci. Per facilitar l'adopció, 3MF Consortium també ha publicat una implementació C++ del format de fitxer 3MF.